# Dennis Liotta

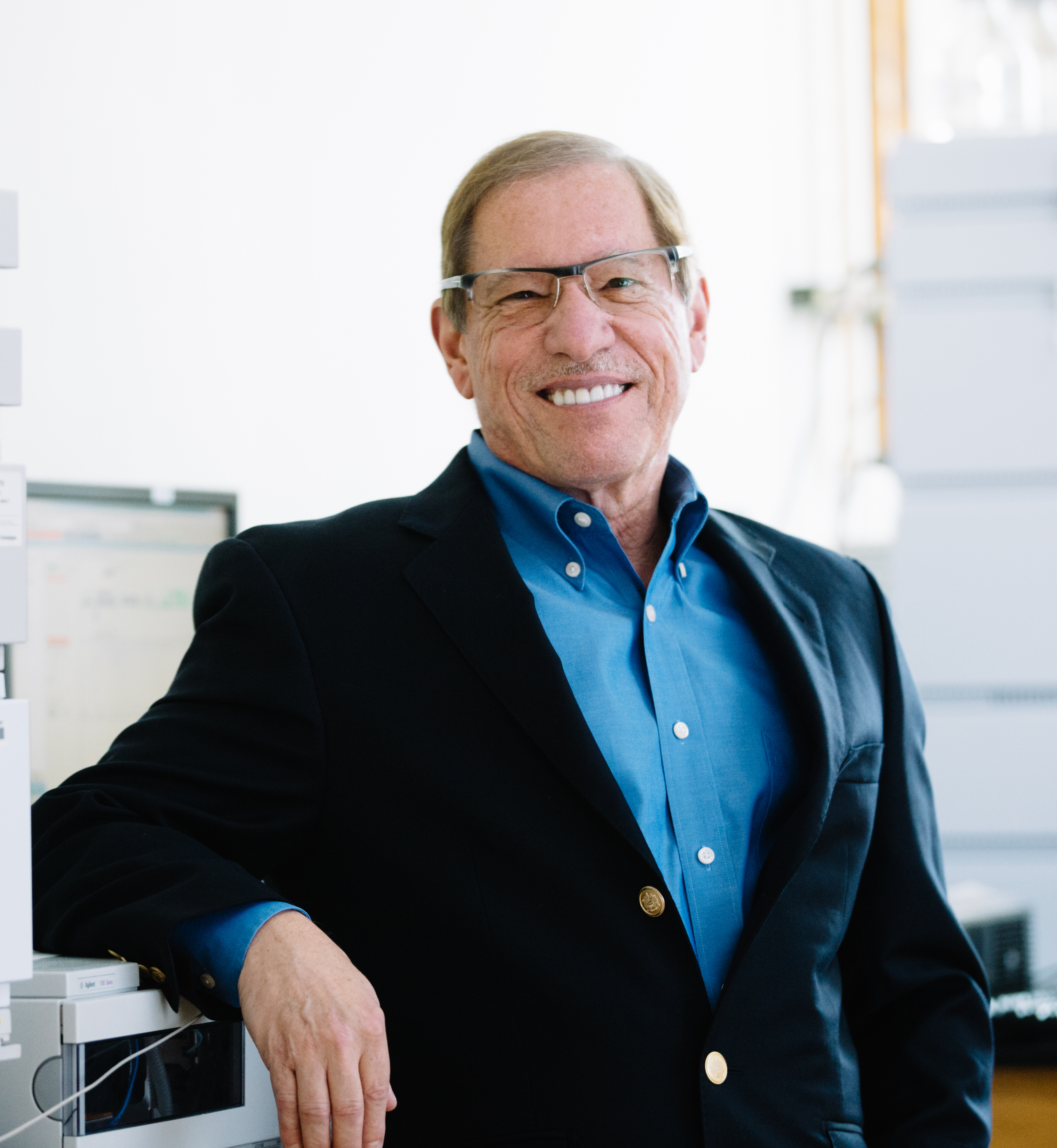
Dennis Liotta, 2018

Dennis C. Liotta (* 31. Januar 1949 in Brooklyn, New York) ist ein US-amerikanischer Chemiker und Pharmakologe. Er entdeckte gemeinsam mit Raymond F. Schinazi und Woo-Baeg Cho den Wirkstoff Emtricitabin zur Behandlung von HIV-Infektionen und zur AIDS-Prophylaxe. Darüber hinaus war Liotta an der Entdeckung weiterer Wirkstoffe zur Behandlung von HIV- und anderen Infektionen beteiligt.

## Leben
Liotta promovierte 1974 bei Robert R. Engel in organischer Chemie an der City University of New York und ging als Postdoktorand an die Ohio State University. Ihre Dissertationsarbeit hatte den Titel An investigation of some synthetically useful decarboxylation reactions. 1980 erhielt er ein Forschungsstipendium der Alfred P. Sloan Foundation (Sloan Research Fellowship). 2002 wurde er Fellow der American Association for the Advancement of Science. Seit 2013 ist er Mitglied der National Academy of Inventors. Für 2022 wurde Liotta die Perkin Medal zugesprochen.

### Forschung
Liotta und Schinazi begannen ihre Arbeit im Zusammenhang mit AIDS Mitte der 1980er Jahre mit der Gründung des ersten HIV-Labors an der Emory University in Georgia.

### Entdeckung von Emtricitabin
Emtricitabin wurde von Dennis C. Liotta gemeinsam mit Raymond F. Schinazi und Woo-Baeg Choi entdeckt und von der Emory University im Jahr 1996 an Triangle Pharma lizenziert. Triangle wurde 2003 von Gilead übernommen. Emtricitabin, von Gilead als Emtriva vermarktet, wurde von der US Food and Drug Administration erstmals im Juli 2003 für die Behandlung der HIV-Infektion in Kombination mit anderen antiretroviralen Wirkstoffen zugelassen.
Liotta und Schinazi wurden im Jahr 2003 mit der höchste Auszeichnung der Georgia Biomedical Partnership, dem  Biomedical Industry Growth Award, für eine Reihe von bedeutende Beiträge zur Forschung, die zur erfolgreichen Entwicklung von Medikamenten führte ausgezeichnet.
Das Emory Office of Technology Transfer schätzt, dass mehr als 90 % aller HIV-infizierten Personen in den Vereinigten Staaten eines der Medikamente, das er erfand, einnehmen oder eingenommen haben.

### Weitere Entdeckungen
Liottas Forschungsbeiträge sind nicht auf AIDS beschränkt:
Er entdeckte auch das Medikament Lamivudin, das als erstes Behandlung von Hepatitis B zugelassen wurde.
Darüber hinaus gründete er die Firma Pharmasset (die von Gilead Sciences erworben wurde), welche Sofosbuvir entwickelte, ein herausragendes Medikament für die Behandlung von Hepatitis C.
In seiner derzeitigen Funktion als Direktor des Instituts für die Medikamentenentwicklung an der Emory-Universität beteiligte er sich bei der Entdeckung und Entwicklung eines Nukleosid-Analogons, EIDD-2023, zur Behandlung von Hepatitis C-Infektionen.
Seine Forschungsgruppe hat auch den ersten dual tropischen (CCR5/CXCR4) HIV-Entry-Inhibitor entdeckt.
Insgesamt ist Liotta für die Entwicklung der Medikamente Epivir, Combivir, Trizivir, Epzicom, Epivir-HBV, Emtriva, Truvada, Atripla, Complera und Stribid verantwortlich.

## Firmengründungen
Liotta hat zahlreiche Firmen gegründet, unter anderem:
- Altiris (Entwickelt Medikamente für Stammzell-Mobilisierung als potenzielle Behandlung für eine Vielzahl von Krebserkrankungen)
- Triangle Pharmaceuticals (Entwickelte Emtricitabin und wurde anschließend von Gilead Science erworben)
- NeurOp (Entwickelt Therapien für die Behandlung von ischämischen Erkrankungen, wie Schlaganfall)
- QUE Onkology (Ein Joint Venture im Besitz der Universitäten von Queensland und Emory, das klinischen Studien mit Q-122 durchführt)
- DRIVE (Drug Innovation Ventures at Emory, eine Non-Profit-Pharmafirma die Therapien für die Behandlung von RNA-Virusinfektionen erforscht)